# Go, Diego, Go
Go, Diego, Go! is een geanimeerde serie voor peuters en kleuters en is een gerelateerde serie aan Dora de ontdekker. De serie ging van start op 6 september 2005 op Nickelodeon. Het programma wordt uitgezonden in de zendtijd van Nick Jr. In april van het jaar 2008 is de serie in vele talen uitgebracht, waaronder Spanje. Het primaire doel van de serie is kleuters te leren lezen, tellen, schrijven en andere basisbehoeften aan te leren. Ook worden er vaak Engelse woorden gebruikt. Diego speelt zich af in Costa Rica.

## Personages
De hoofdpersoon van de serie is een tweetalig (Engels en Nederlands), acht jaar oud jongetje, genaamd Diego Márquez dat dieren in nood helpt met hun problemen, vooral in het regenwoud. Hij heeft een hulpje genaamd "Baby Jaguar" die hem assisteert met zijn reddingen. Diego kan met dieren praten en weet dus altijd wat hij moet doen.
Diego is de oudere neef van Dora; Dora is vaak te zien in deze serie als gastspeler, zonder Boots. Diego heeft ook nog een zus van 11 jaar oud, zij heet Alicia. Ze helpt Diego vaak met zijn reddingen, en kan veel dingen met haar computer doen, zoals informatie opzoeken over de dieren.

## Een negatief effect
In het begin van 2008 heeft een Engels meisje van 4 jaar zichzelf per ongeluk opgehangen met een haarelastiek. Ze wou Diego proberen na te doen: Diego heeft in een aflevering eens aan een tokkelbaanlijn gehangen.

## Trivia
- Baby Jaguar kan niet praten in afleveringen van Dora maar in Diego kan hij dat wel. Onduidelijk is dat dit misschien komt door de vaardigheid dat hij met dieren kan praten.
- Als Dora in een Diego serie als gastspeelster voorbij komt, is Boots nooit bij haar, behalve bij één aflevering, waar Diego in het plakboek van Baby Jaguar kijkt.
- In Dora hebben Diego en Alicia een oudere zus genaamd Daisy.

## Dvd's
| Lijst van Diego-dvd's. |                                | |
| Programma              | Dvd-naam                       | Afleveringen |
| Go, Diego, Go!         | Het Grote Dinosaurus Avontuur  | - "Het Grote Dinosaurus Avontuur" - "Diego redt een Bultrug walvis" - "De redding van de boomkikkers"                                                            |
| Go, Diego, Go!         | Op zoek naar de wolf pup!      | - "Op zoek naar de wolf pup" - "Dwergzijde-aapjes in nood" - "Diego redt mama en baby luiaard" - "Drie kleine condors"                                           |
| Go, Diego, Go!         | Magische Missies!              | - "Kicho's magische fluit" - "De redding van Koning Bultrug" - "Groene leguaan helpt aardbeien zoeken" - "De reuzenoctopus redt de dieren!"                      |
| Go, Diego, Go!         | De grote Jaguar reddingsactie! | - "De grote Jaguar reddingsactie" - "Kleine Kinkajou zit in de Bijennesten" - "Mama Ara" - "Chinta de baby Chinchilla"                                           |
| Go, Diego, Go!         | Onderwater Mysterie            | - "Onderwatermysterie" - "Reis naar de Jaguar-berg" - "Diego redt Baby Rivierdolfijn" - "Chito & Rita de Brilberen"                                              |
| Go, Diego, Go!         | Redt Kerstmis                  | - "Diego redt Kerstmis!" - "Pepito's pinguïnschool" - "Een blauwe morpho-vlinder wordt geboren" - "Diego redt de zeeschildpadden"                                |
| Go, Diego, Go!         | Reis Naar de Grote Piramides   | - "Egyptisch kamelenavontuur" - "Dora & Diego redden de reuzenschildpadden" - "Super-vliegende eekhoorn zweeft te hulp" - "Moederdag met de Bobo's"              |
| Go, Diego, Go!         | Klaar En Af!                   | - "De grote Renkoekoekenrace" - "Baby jaguar redt de dieren" - "De regenwoud race" - "Diego brengt de tapir naar huis"                                           |
| Go, Diego, Go!         | Het Grote Leguanen Avontuur    | - "Het Leguanen Lied" - "Diego en Alicia helpen de otters" - "Linda helpt de bibliotheek" - "Koel water voor Ana de anaconda"                                    |
| Go, Diego, Go!         | Diego's Halloween              | - "Freddie de vleermuis redt het halloweenfeest!" - "Alicia redt een krokodil!" - "Diego en Dora helpen een monarchvlinder" - "Lamantijn redt de zeemeerminnen!" |
| Go, Diego, Go!         | Avontuur In Het Maanlicht      | - "Turta helpt de Maan" - "Het regenwoudconcert" - "Nandoe is een dierenredder"                                                                                  |
| Go, Diego, Go!         | Bij De Kevers                  | - "Diego bij De Kevers" - "Alicia en Witstaart redden een Hertje!" - "Diego de Held" - "Baby Jaguar en zijn Eendenvriendje"                                      |
| Go, Diego, Go!         | Safari Avontuur                | - "Diego's Safari avontuur" - "Panchieta de Prairiehond" - "Sjors de kleine havik leert zijn nieuwe omgeving kennen"                                             |
| Go, Diego, Go!         | Het Grote Panda Avontuur       | - "De Panda-Expres Gaat Vertrekken!" - "Een Eiland Vol Maki's!" - "Joey's Verjaardagsknuffel" - "Diego Redt De Bevers"                                           |

(De lijst is incompleet. Voor de complete lijst zie Engelse versie (geen vertaling van de titels).)